# Солоні води
Солоні води — води природні з мінералізацією від 25 до 50 ‰ за О.Альохіним або 10…50 г/л за ГОСТ 5184-85.
Солонуваті води мають мінералізацію 1…10 г/л.
Прісні — менше 1 г/л, розсоли — більше 50 г/л.
Солоні води становлять 94 2 % всіх водних ресурсів Землі. Вони займають понад 70 % поверхні земної кулі, але використовуються вкрай недостатньо.
Прісні, солонуваті і солоні води підземних горизонтів, а також розсоли, до яких відносяться пластові і стічні води нафтових родовищ, можна вважати електролітами зі змінним вмістом солей.